# ガートルード・ジーキル
ガートルード・ジーキル（Gertrude Jekyll, 1843年11月29日 - 1932年12月8日）はイギリスの園芸家、作庭家。ほか画家、工芸家、著述家としても活躍。現代に一般的に知られるイングリッシュガーデンの礎を作り、園芸作家としても人気を博した

## 概要

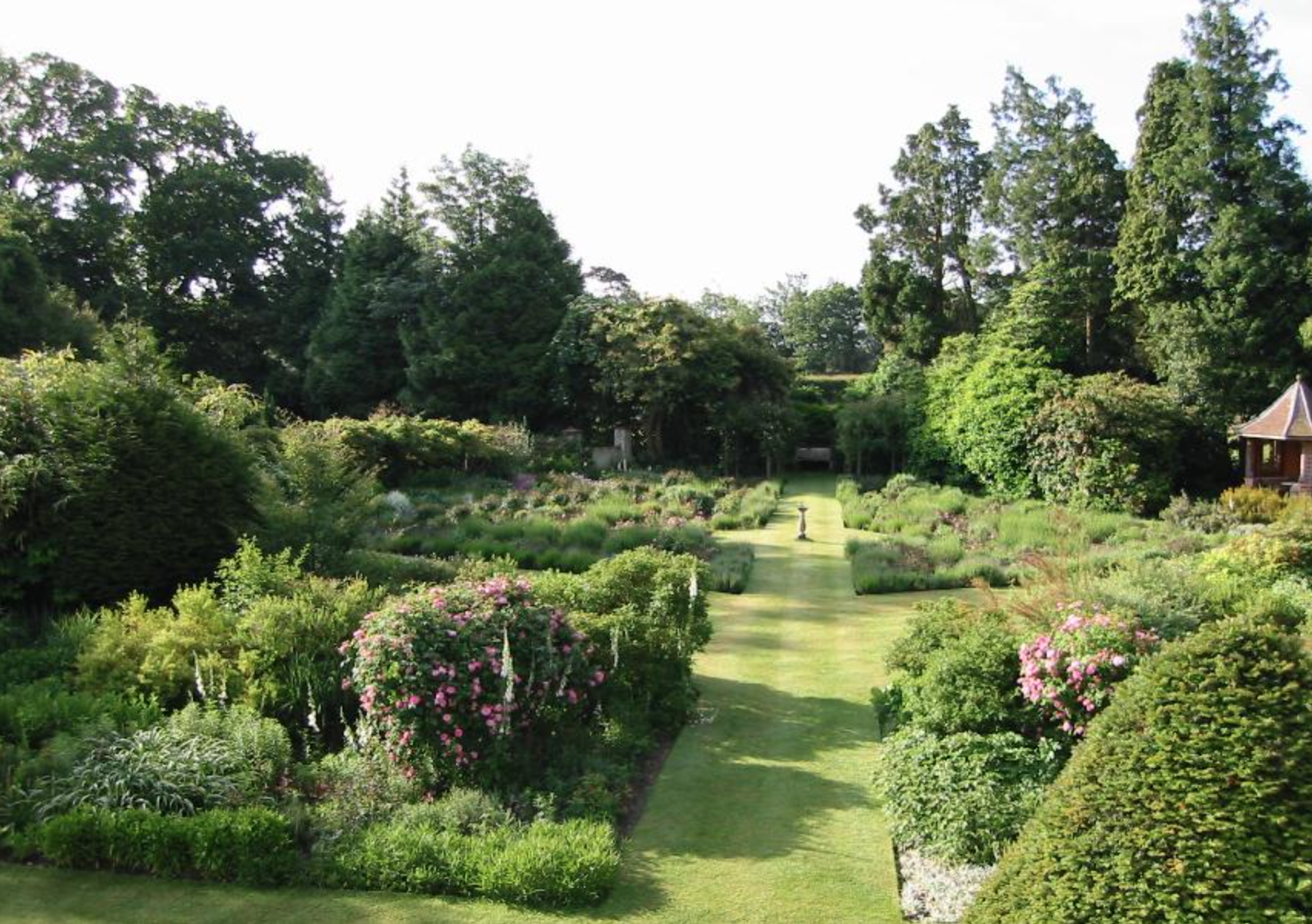
ジーキル設計のダーマスト・ハウスの庭園（復元）

ウィリアム・モリスらのアーツ・アンド・クラフツ運動に共鳴し、美術工芸家として出発。のち目を患ってからは園芸学とガーデンデザインの道に移り、19世紀から20世紀にかけて、イギリスで園芸家・ガーデンデザイナーとして活躍。植物を形や質感、そして色彩によって配置する作庭手法を編み出した先駆とされる。彼女が創ったコテージガーデンの庭園学は、現在広く知られるイングリッシュガーデンの礎となっている。
1904年から1909年にかけて手がけたヘスター・コムの庭など、生涯で2000もの庭園プランニングと200の庭園を設計したというが、現存していないものも多い。
なお、バラの名前にも彼女の名があるが、ガートルード・ジェキル、ガートルード・ジキルなどの日本語表記がよく使用されている。

## 略歴
1843年、ロンドンの名家の出。半生のうち前半期は画家として活動したのちジョン・ラスキンの思想的影響を受けて工芸について造詣を深め、アーツ・アンド・クラフツ運動の影響を受け美術工芸方面へ。数々の作品を手がけたていたが、眼病を発生させ工芸家活動は中断する。その一方で若い頃からアマチュアの園芸作家としてガーデニング・ガーデンデザインをいくつか手がけていく。こうして後半生は、色彩重視の植栽設計で著名なガーデン・デザイナーとして活躍。
ガーデンデザイナーとして多くの庭園を手掛ける傍ら、ガーデニングの指南書や自身の庭園哲学書、自叙伝的著作を出版し、多くの記事を世に出している。著作を行うようになったのは、園芸家でポプリについての本で人気を博したテレサ・アールの影響と言われる。ジーキルの園芸書は文章もデザインも分かりやすく、広い読者の支持を得た。
1880年代に当時雑誌編集者であったウィリアム・ロビンソンと交友し、従来のイギリス風景式庭園よりも、より自然風の植栽と自生植物を生かした庭づくりを提唱していく。やがて建築方面にも進出、1890年ごろに自邸マンステッド・ウッドの建築設計を依頼した建築家のエドウィン・ラッチェンスとともに活躍。彼の設計する整形式とロビンソン流の自然式の庭園との融合発展につとめ、コテージガーデンなどに代表されるガーデニング手法の源流を手がけていくことになる。1932年、89歳で没する。

## テーマ

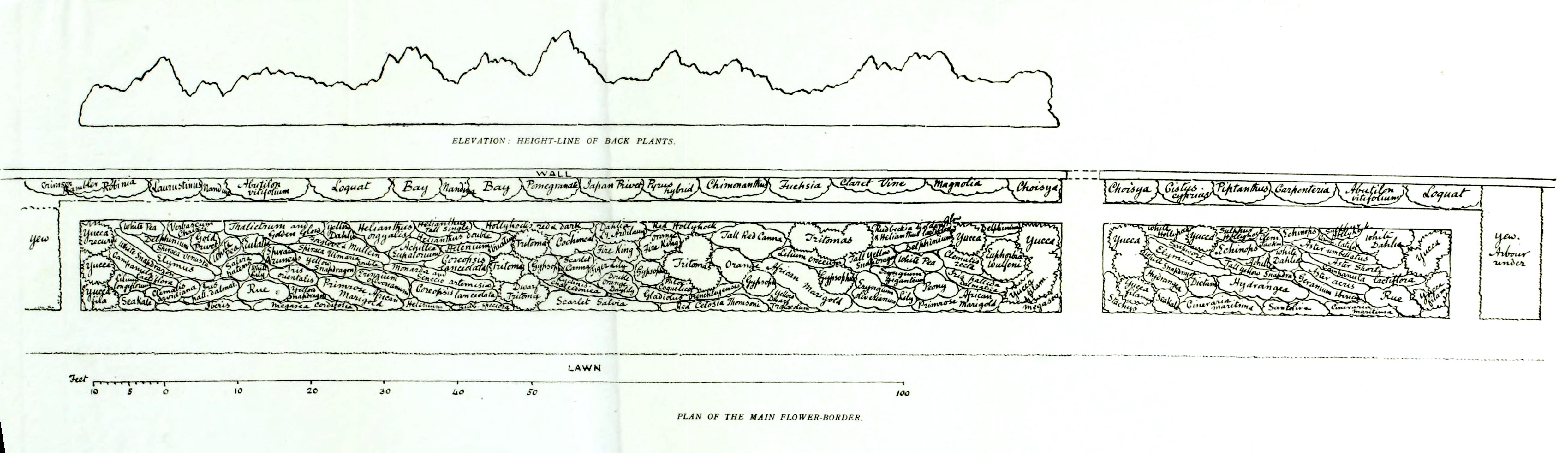
「Colour in the Flower Garden』（1908年）より、メイン花壇の平面図

- 画家志望であった彼女は、庭園がつくられる敷地をキャンバスに、庭園の設計に絵画の手法を導入、絵画色彩理論をもって自宅に四季によって変化する色別のテーマを持つ花壇をデザインすることから出発。園芸・庭園設計におけるカラースキム理論は俗に言うイングリッシュ・ガーデン、現代のガーデニングに多大な影響を与えているとされる。
- 花弁の草本による色彩組み合わせは、互いに補完し引き立てあう状態まで高め、こうした植生の弱点を互いに軽減しあうほど巧妙に植物の形を成すことを、「ドリフト」と表現した。